# Dave Graham

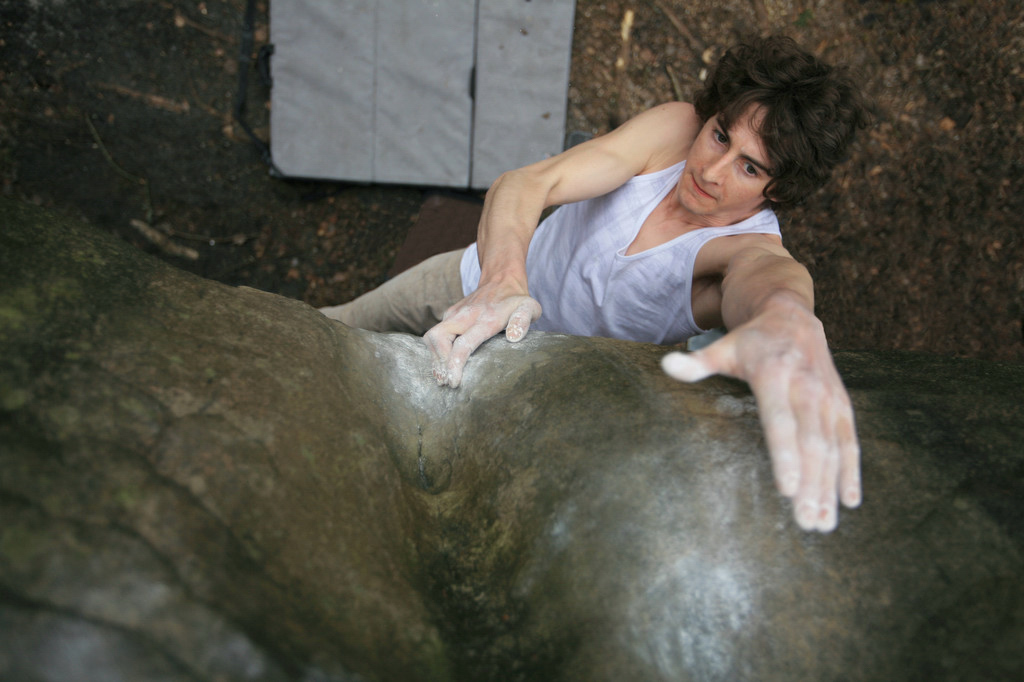
Dave Graham bouldert in Fontainebleau

David Ethan Graham (* 10. November 1981 in Maine) ist ein Sportkletterer aus den USA. Er ist vor allem durch seine Leistungen im Bouldern, aber auch im Klettern in den höchsten Schwierigkeitsgraden, bekannt geworden.

## Klettern
Am 21. Mai 2001 konnte er die legendäre Kletterroute Action Directe, die erste Route im UIAA-Schwierigkeitsgrad XI (9a), in der Fränkischen Schweiz, als vierter (nach Wolfgang Güllich, Alexander Adler und Iker Pou) wiederholen.
Im Juli 2007 wiederholte er die Route Realization (2001 von Chris Sharma erstbegangen) im Klettergebiet Céüse in Frankreich. Sie war weltweit die erste Route im französischen Schwierigkeitsgrad 9a+, der von anderen Kletterern bestätigt wurde.
Im September 2020 gelang ihm seine bisher schwierigste Route: Ali Hulk Sit Start Extension Total (9b) in Rodellar. Damit ist Graham die fünfte Person, die diese Route durchklettern konnte.
2005 gelang ihm die Erstbegehung des Boulders The Story of Two Worlds in Cresciano, den er mit 8C bewertete. Im Oktober 2019 kletterte er seinen bisher schwierigsten Boulder Hypnotised Minds (8C+). Im April 2022 eröffnete er mit der Erstbegehung von Euclase in Val Bavona einen Boulder im Schwierigkeitsgrad 8C+. Im Frühjahr 2023 gelang ihm die Erstbegehung von Celestite (8C+) in Val Bavona.

## Sonstiges
Dave Graham ist der Neffe des Konzeptkünstlers Dan Graham.